# کالج ایچیسن
کالج ایچیسن (انگلیسی: Aitchison College) یک مدرسه شدیداً گزیننده، معتبر، مستقل و نیمه‌‌خصوصی پسرانه برای دانش آموزانی است که به‌طور روزانه و شبانه‌روزی در کلاس‌های یکم تا سیزدهم در آن تحصیل می‌کنند. این مدرسه در لاهور، پاکستان واقع شده‌است.
این مدرسه که در سال ۱۸۸۶ تأسیس شده، سنتی از ارائهٔ آموزش با استفاده از فعالیت‌های ورزشی و فوق برنامه به منظور توسعهٔ شخصیتی دارد.